# Regno di Asir
Il Regno di Asir era uno Stato divenuto indipendente, come Emirato, dalle ceneri dell'Impero ottomano nel 1916. Dal 1863, quale provincia ottomana, si era separato dall'Emirato dell'Alto Asir e fu governato dalla dinastia idriside dello Yemen. Nel 1916 divenne indipendente dagli ottomani in seguito agli intrighi filo-britannici di Lawrence d'Arabia.
Nel 1919 si unì con l'Emirato dell'Alto Asir. Nel 1924 ne prese il controllo il saudita ʿAbd al-ʿAzīz, ma non né poté effettuare l'annessione al suo Stato per l'opposizione britannica. La fusione col Najd avvenne nel 1930 contemporaneamente al Regno di Hijaz, a formare l'Arabia Saudita.